# Platytetranychus gibbosus
Platytetranychus gibbosus är en spindeldjursart som först beskrevs av Giovanni Canestrini 1889.  Platytetranychus gibbosus ingår i släktet Platytetranychus och familjen Tetranychidae. Inga underarter finns listade i Catalogue of Life.